# Topobates setosus
Topobates setosus är en kvalsterart som först beskrevs av Sandór Mahunka 1988.  Topobates setosus ingår i släktet Topobates och familjen Scheloribatidae. Inga underarter finns listade i Catalogue of Life.